# Comte d'York
Le titre de comte d'York n'a été créé et attribué qu'une fois, dans la pairie d'Angleterre.
En 1138, Guillaume le Gros, comte d'Aumale, mène victorieusement les troupes royales du roi Étienne d'Angleterre contre celle de David Ier d'Écosse à la bataille de l'Étendard. En récompense, Étienne fait de lui l'un des plus puissants barons du royaume en lui donnant ce titre. 
Le successeur d'Étienne, Henri II, lui reprendra ce titre, dans le cadre de la restauration de l'autorité royale dans le royaume après la période d'anarchie du règne d'Étienne.
Toutefois, bien qu'il n'y ait jamais eu de comtes d'York auparavant, la ville a été le siège des rois vikings d'York (Jorvik) jusqu'en 954. Par la suite, la ville est tenue soit par les comtes de Northumbrie ou par ceux qui ont réussi à la prendre.
En 1385, le titre est rattaché à celui de duc d'York pour Edmond de Langley, le quatrième fils survivant du roi Édouard III.

## Première création (1138)
- 1138-1154 : Guillaume le Gros († 1179), comte d'Aumale.